# 双氢睾酮
双氢睾酮（英語：Dihydrotestosterone，简称为DHT，又稱5α-二氢睾酮）是一种雄性激素。双氢睾酮在前列腺、睾丸、毛囊以及肾上腺中被5α还原酶合成出来。此酶催化还原睾酮这种激素分子结构中4号位与5号位之间的双键。而5α-还原酶抑制剂可以抑制男性進一步脫髮。